# Alícia de Courtenay
Alícia (o Alix) de Courtenay, Comtessa d'Angulema (1160 - 12 de febrer de 1218) fou una noble francesa de la Casa de Courtenay. El seu pare era Pere de Courtenay i el seu germà Pere II de Courtenay, emperador llatí. Alix es va casar dues vegades, Pel seu segon marit, Aymer Taillefer, Comte d'Angulema, era la mare d'Isabel d'Angulema, que era Reina Consort d'Anglaterra, així com la dona del Rei Joan sense Terra.

## Família
Alix va néixer el 1160, i és la segona filla més major i un dels deu nens de Pere I de Courtenay i Elisabeth de Courtenay, filla de Renauld de Courtenay i Helvis du Donjon. La seva família era una de les més il·lustres a França; i els seus avis paterns eren el Rei Lluís VI de França i Adelaida de Savoia. El seu germà més major, Pere, es va convertir en l'emperador llatí el 1216. A més de a Pere, tenia tres germans més, Philippe de Courtenay, Robert, Seigneur de Champignelles, i William, Senyor de Tanlay; i cinc germanes, Eustacie, Clemence, Isabelle, Constance, i una altra el nom del qual és desconegut.

## Matrimonis
El 1178, es casava amb el seu primer marit, Guillem I, Comte de Joigny. El matrimoni no produïa nens, i se'n divorciaren el 1186. Una carta datada el 1180 registra que el comte Guillem, amb el consentiment d'Alix, donava propietat a Abadia De Pontigny.
Alice es va casar amb el seu segon marit, Aymer Taillefer el 1186, el mateix any que succeïa al seu pare, William IV com a Comte d'Angulema. En algun moment el 1188, Alice donava naixement al seu fill únic:
- Isabel d'Angulema (1188 - 31 de maig de 1246), que es va casar en primer lloc el 24 d'agost de 1200 amb el Rei Joan sense terra, amb qui va tenir cinc nens; i a la primavera 1220, es va casar en segon lloc amb Hug X de Lusignan, Comte de la Marca, amb qui va tenir nou nens més.

El marit d'Alix moria el 16 de juny 1202. La seva filla única, Isabella, la succeïa com suo jure Comtessa d'Angulema. A hores d'ara, Isabella era ja Reina d'Anglaterra.
Ella mateixa moria el 12 de febrer de 1218 amb aproximadament 58 anys. La seva filla també moriria a l'edat de 58 anys el 1246.